# Прапор Новомалина
Прапор Новомалина — офіційний символ села Новомалин, Рівненського району Рівненської області, затверджений 25 грудня 1997 р. рішенням сесії Новомалинської сільської ради. 
Автори — А. Гречило та Ю. Терлецький.

## Опис
Квадратне синє полотнище, на якому біла вежа з жовтими дахами, вгорі обабіч — по жовтій контурній зірці, увінчаній лілією.

## Значення символів
Нові знаки розкривають історію колишнього містечка. Вежа представляє вцілілу пам'ятку — каплицю Новомалинського замку і свідчить про значення Новомалина як укріпленого поселення. А родовий герб Єло-Малинських П'ятиріг підкреслює роль цієї родини у розбудові містечка та його назву. 